# لو لوکل
شهر لو لوکل  در بخش لو لوکل در ایالت نوشتل در کشور سوئیس واقع شده‌است که ۱۰۲۱۶ نفر جمعیت دارد.

## نگارخانه

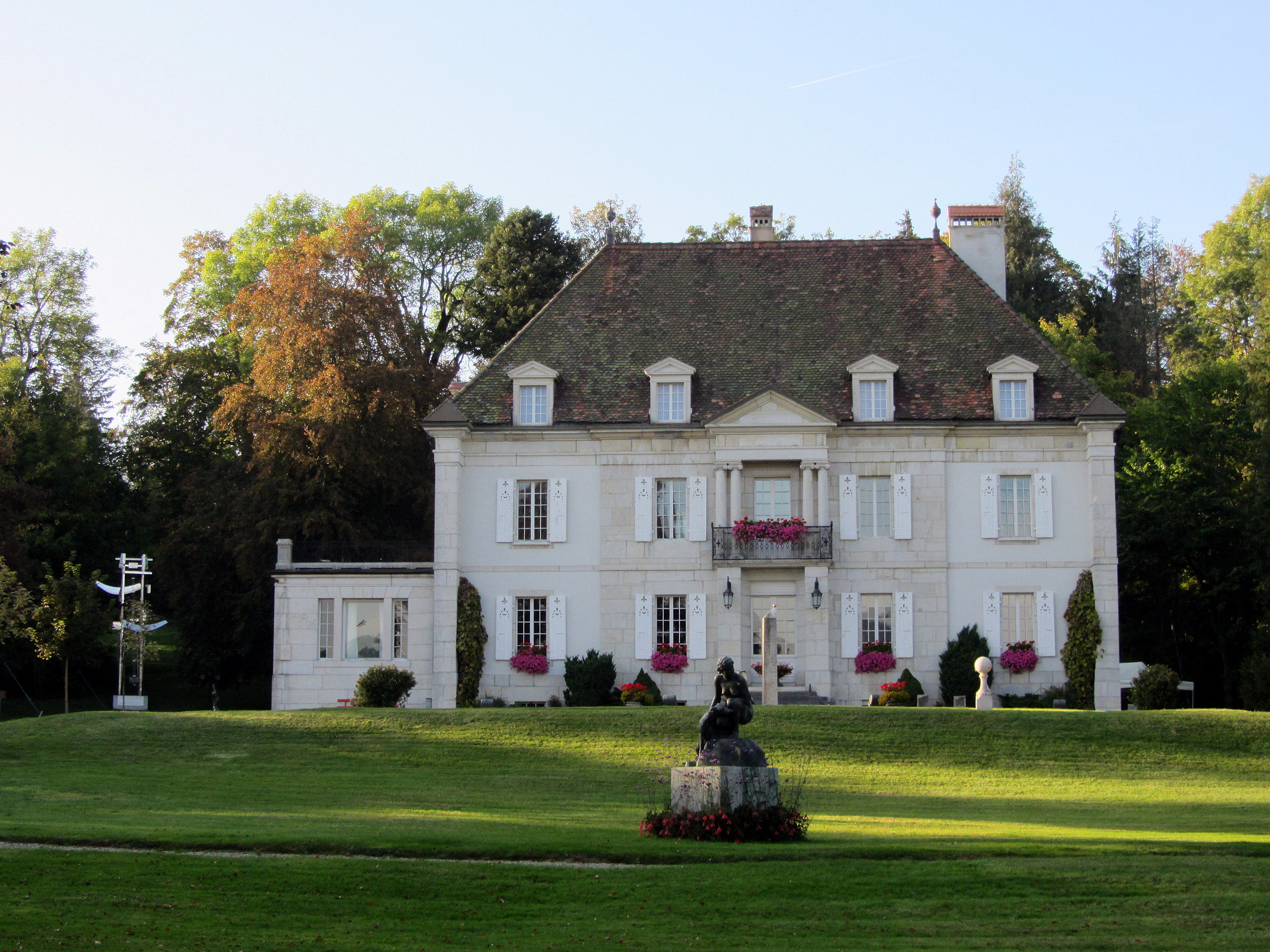
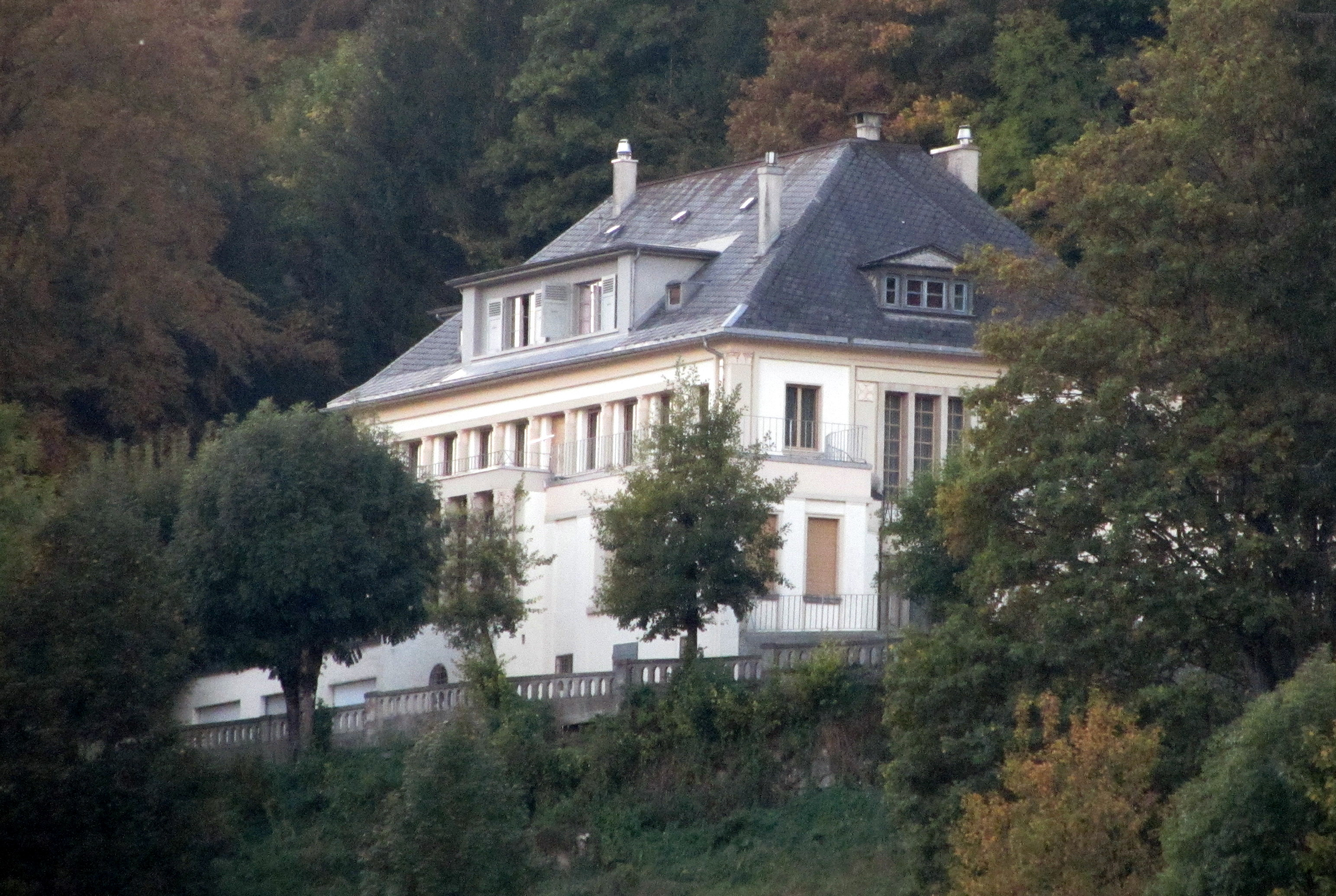
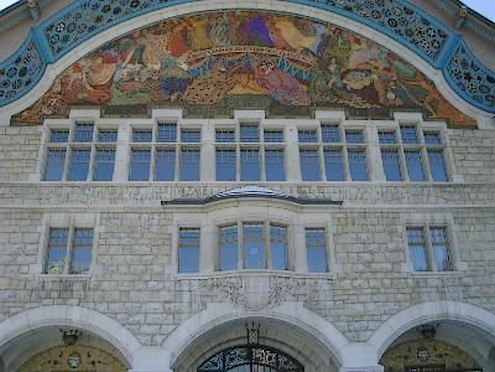
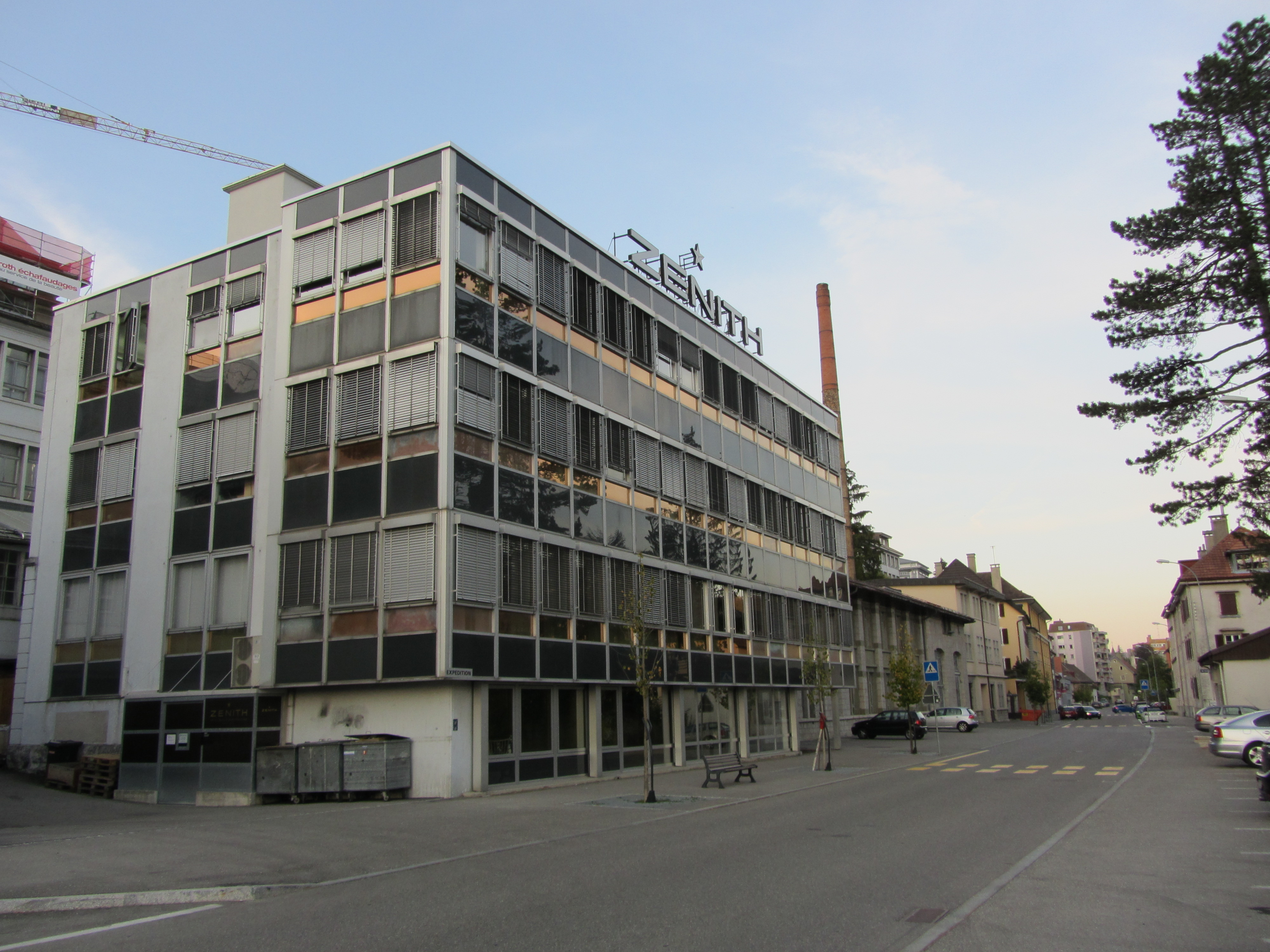